# Campeonato Mundial de Patinaje de Velocidad sobre Hielo de 1991
El LXXXV Campeonato Mundial de Patinaje de Velocidad sobre Hielo se celebró en dos sedes: las competiciones masculinas en Heerenveen (Países Bajos) del 9 al 10 de febrero y las femeninas en Hamar (Noruega) del 2 al 3 de febrero de 1991 bajo la organización de la Unión Internacional de Patinaje sobre Hielo (ISU), la Federación Neerlandesa de Patinaje sobre Hielo y la Federación Noruega de Patinaje sobre Hielo.

## Resultados

### Masculino
| Evento                | Oro                                       | Plata                                   | Bronce                                      |
| --------------------- | ----------------------------------------- | --------------------------------------- | ------------------------------------------- |
| 500 m                 | Peter Adeberg · Alemania · 37,52 s        | Nate Mills Estados Unidos 37,87 s       | Lee Lin-Hoon Corea del Sur 38,09 s          |
| 1500 m                | Johann Olav Koss · Noruega · 1:52,76      | Peter Adeberg · Alemania · 1:54,23      | Toru Aoyanagi Japón 1:54,80                 |
| 5000 m                | Johann Olav Koss · Noruega · 6:41,73      | Bart Veldkamp · Países Bajos · 6:46,46  | Roberto Sighel · Italia · 6:49,04           |
| 10000 m               | Johann Olav Koss · Noruega · 13:43,54     | Bart Veldkamp · Países Bajos · 13:53,45 | Leo Visser · Países Bajos · 14:03,10        |
| Clasificación general | Johann Olav Koss · Noruega · 157,396 pts. | Roberto Sighel · Italia · 160,125 pts.  | Bart Veldkamp · Países Bajos · 160,391 pts. |

### Femenino
| Evento                | Oro                                      | Plata                                    | Bronce                                      |
| --------------------- | ---------------------------------------- | ---------------------------------------- | ------------------------------------------- |
| 500 m                 | Ye Qiaobo China 41,85 s                  | Seiko Hashimoto Japón 41,95 s            | Yoo Sun-Hee Corea del Sur 42,39 s           |
| 1500 m                | Gunda Kleemann · Alemania · 2:09,45      | Emese Hunyady · Austria · 2:11,52        | Heike Warnicke · Alemania · 2:12,42         |
| 3000 m                | Gunda Kleemann · Alemania · 4:32,00      | Heike Warnicke · Alemania · 4:38,70      | Lia van Schie · Países Bajos · 4:40,62      |
| 5000 m                | Gunda Kleemann · Alemania · 7:43,10      | Heike Warnicke · Alemania · 7:53,64      | Svetlana Boiko URSS 7:54,39                 |
| Clasificación general | Gunda Kleemann · Alemania · 177,263 pts. | Heike Warnicke · Alemania · 182,324 pts. | Lia van Schie · Países Bajos · 183,278 pts. |

## Medallero
- Solo se otorgan medallas en la clasificación general.

| Núm. | País         | Oro | Plata | Bronce | Total |
| ---- | ------------ | --- | ----- | ------ | ----- |
| 1    | Alemania     | 1   | 1     | 0      | 2     |
| 2    | Noruega      | 1   | 0     | 0      | 1     |
| 3    | Italia       | 0   | 1     | 0      | 1     |
| 4    | Países Bajos | 0   | 0     | 2      | 2     |
|      | TOTAL        | 2   | 2     | 2      | 6     |